# Tomás Muñoz Lucena
Tomás Muñoz Lucena (Córdoba, 4 de junio de 1860-Madrid, 18 de enero de 1943) fue un pintor e ilustrador español.

## Biografía
Ingresa en la Escuela de Bellas Artes de Rafael Romero Barros, para posteriormente ser becado por la Diputación cordobesa, continuando su aprendizaje en Madrid con Federico Madrazo, donde su madurez artística se va gestando. Continua su carrera en Roma, ya que consigue una beca.
En 1884 envía su obra "Ofelia" que causa admiración pero no es premiada, ya que el género histórico sigue siendo el preferido de los Jurados, y los pintores conscientes de ello, sometían sus liberales energías a esta temática.
En la Nacional de 1887, formando parte del Jurado: Federico Madrazo, el arquitecto Manuel Aníbal Álvarez, Octavio Picón y con oponentes de la categoría de Sorolla, que presentó "Entierro de Cristo", Martínez Cubells con "Doña Inés de Castro", José Garnelo, con "La muerte de Lucano" y Muñoz Lucena con un importante lienzo de temática histórica: "El cadáver de Álvarez de Castro" consigue la medalla de segunda clase, galardón que también recibe Garnelo.

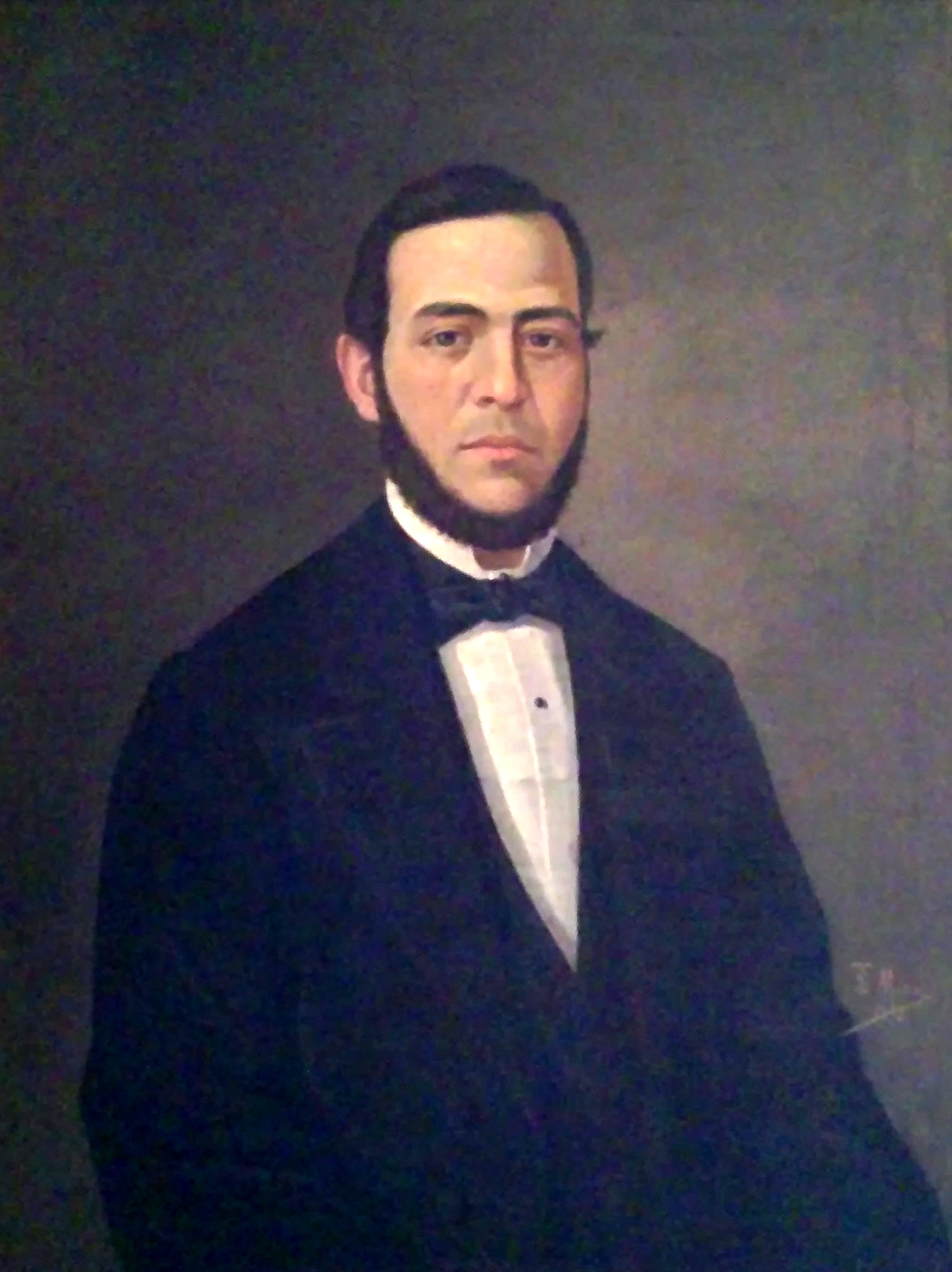
Padre de Tomas Muñoz Lucena. (1878).

En 1888 obtiene la Cátedra de dibujo en Córdoba, donde realiza un gran número de retratos, dos años más tarde se traslada a Granada al obtener la plaza de catedrático en esta ciudad. Esta es la época más fecunda del artista, estimulado por el conocimiento oficial de su valía, sigue pintando sin desánimo. El naturalismo conseguido en su cuadro "El cadáver de Álvarez de Castro" llega a sus más altas cimas en la monumental obra de más de cinco metros "Las lavanderas" fechada en Granada con la que presentó a la Exposición Nacional de 1890, obteniendo medalla de segunda clase.

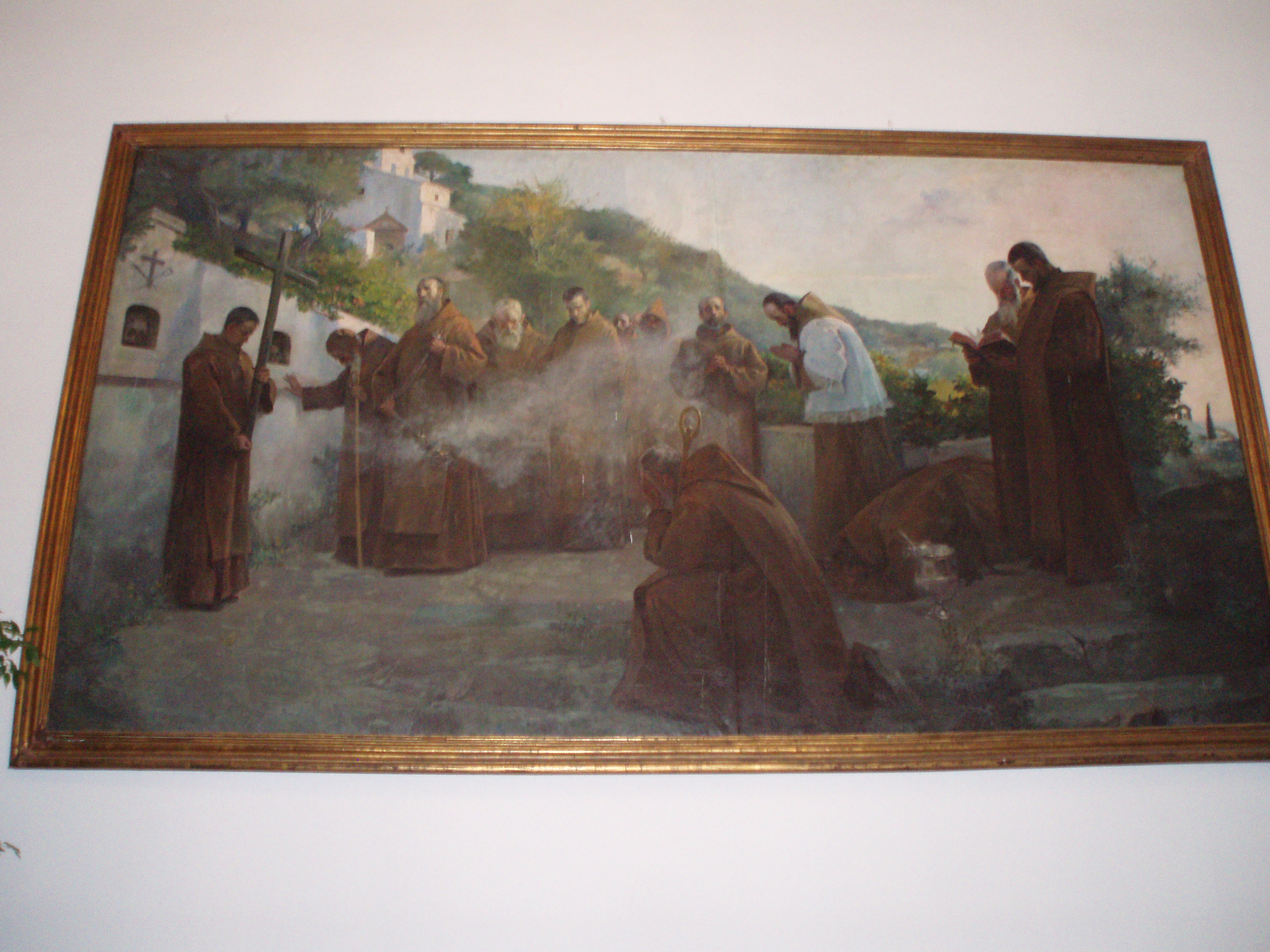
Plegaria en las ermitas de Córdoba, Lienzo de Tomás Muñoz Lucena

En la Nacional de 1891, envía "La fiesta de las palmas", en 1892, "Arrabales del Escorial", "Un telar","La merienda","Las gallinas", una serie de obras, que nos hablan de un naturalismo y realismo desligado totalmente del género histórico. La influencia de su maestro Romero Barros está presente en la época granadina, que se caracteriza por la gruesa pincelada y la luminosidad. En 1889 expone en el Círculo de Bellas Artes de Madrid su obra "Maruja" que es seleccionada junto con obras de Esteban, Sorolla, Cecilio Plá, Jiménez Aranda, Muñoz Degrain, Simonet, artistas que formaban el elenco más representativo de la pintura española.
En la Exposición Universal de París de 1900, sus obras "Idilio" y "Pastora de pavos" (Museo Carmen Thyssen Málaga) obtienen medalla de bronce, este reconocimiento a nivel internacional, lo alienta a realizar la obra más importante de su vida: "Plegaria en las Ermitas de Córdoba", consideración de primera medalla en la Nacional de 1901.

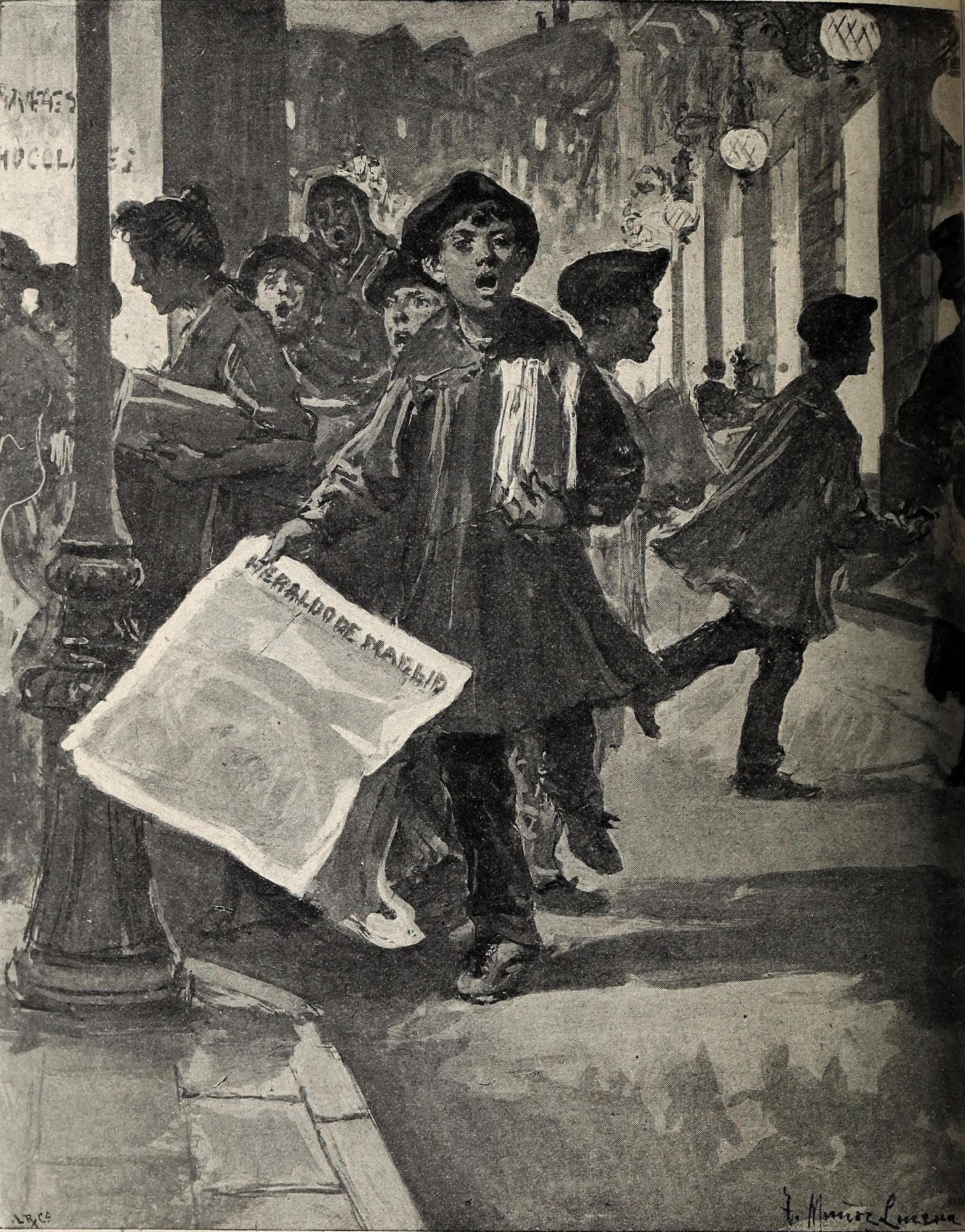
Ilustración de Muñoz Lucena para Blanco y Negro (mayo de 1898)

En esta época comienza a colaborar en la revista Blanco y Negro, formando parte del grupo de ilustradores que marcaron un camino en las artes gráficas de primeros del siglo XX; Méndez Bringa, Xaudaró, Emilio Sala, Lozano Sidro, Díaz Huertas, Medina Vera. En 1903 pinta "Enjalbegando" que causa sensación a los lectores de esta revista por la frescura de su color, "Desde la altura ¡Qué pequeños los hombres son!" asombra a los lectores esa chica asomada a la torre de la Catedral, igualmente sucede con "Flores de Balcón" y "En los cármenes granadinos", estas cuatro ilustraciones fueron las magníficas muestras que aparecieron en la afamada revista.
Con el nuevo siglo, los gustos fueron evolucionando, la obligada pintura de historia, comenzó a caer en el olvido y el naturalismo y el realismo pasaron a ser los protagonistas de las Exposiciones Nacionales de Bellas Artes. Muñoz Lucena junto con pintores de la categoría de Benedito -que con su obra "Pescadoras Bretonas" conseguiría la primera medalla- , Álvarez de Sotomayor con el tema mitológico "El rapto de Europa", Eugenio Hermoso con la ingenua y colorista obra, "La Juna, la Rifa y sus amigas", Gómez Gil con su marina "Playas de Málaga", Álvarez Sala con "Chubasco en la romería", Muñoz Lucena exhibe un alarde de facultades colorista como el solo es capaz de hacer con su obra "La campana de la vela". Esta obra es representativa de las características pictóricas que seguiría su paleta hasta el final de su vida; su pincelada se afina, sus composiciones pierden estatismo y cobran un dinamismo de carácter impresionista.
Mucho habían cambiado los temas de las obras expuestas, reflejo de la integración en el jurado de nombres como Álvarez Dumont, Viniegra, Martínez Cubells, Maura, Menéndez Pidal, Gonzalo Bilbao, que cuidaron de que el carácter general de las Exposiciones fuese de placidez, huyendo de asuntos lúgubres y espeluznantes como había sido la tónica general en el pasado siglo.
Los temas que a partir de estas fechas saldrían de su paleta, se identifican plenamente con el gusto impuesto por los Jurados de las Exposiciones Nacionales, cuadros coloristas, brillantes, "Mercado de flores en Granada", "La niña del Generalife", "Evocación", "Niña con frutas"... y un sin fin de deliciosas obras realizadas con una valentía de color, característica predominante de la etapa final de su vida.
En 1924 se traslada como profesor a Sevilla donde se jubila en 1930. Años más tarde, a los 83, muere en Madrid en 1943, el maestro de la buena pintura y de la armoniosa composición. En este artista se funden estos elementos unidos a la palpitación luminosa, que daría carácter a toda una generación francesa y que en Muñoz Lucena se transforma en auténtico protagonista de toda su obra: la luz.

## Entre el noventayocho y la región
La historiografía artística del arte actual ha llegado a plantear la figura de Tomás Alejandro Francisco Carracciolo Muñoz Lucena -como se le inscribió en la partida bautismal de la Parroquia de San Pedro de Córdoba el año 1860, premonizando quizá su doble condición de pintor culto de formación académico y pintor de asuntos locales casticistas- como uno de los mejores artistas cordobeses de la transición de centurias que se sitúa en un amplio abanico de tendencias que confluyen entre las dos fechas señaladas para su nacimiento y muerte -1860 y 1943- donde se van a dar cita, no solamente gran cantidad de estilismos -desde el naturalismo postromántico a las insurgentes vanguardias- sino también donde van a aparecer gran número de artistas interesantes y decisivos dentro de esa "edad de plata" de la cultura española.
Hasta el presente la crítica ha hablado de él en términos generales, cargando sobre todo la retórica en planta los diversos registros estilísticos que su dilatada trayectoria artística posee. Se ha señalado que se le podría encuadrar dentro de un naturalismo tipificado que a veces llega a rondar la modalidad crítica, pero que se caracteriza fundamentalmente por una temática de matiz costumbrista en la que actuó con ese peculiar naturalismo heredado de su maestro Romero Barros en la que añadió, como modalidad personal genuina, una pincelada mucho más suelta en factura y colorido. Pero si bien todo ello es verdad también lo es sólo a medias, faltando para completar el análisis el planteamiento de los "regímenes culturales" que le ha dado a su poética sentido y razón de ser.
Con todo ello, se puede afirmar que, sin llegar a ser polémico, Muñoz Lucena sigue siendo un pintor controvertido, que se quedó en una segunda fila sin poder llegar al estrellato o esa cota de fama que adquiriera por ejemplo Julio Romero su paisano y compañero de aprendizaje. Su alojamiento de la ciudad que le vio nacer y su perenne filiación a cierta corriente de pensamiento, quizá estén a la base del problema.
Entre 1874 y 1880 transcurren los años que se puede significar como "etapa de formación cordobesa" del pintor. Son los años inmediatamente posteriores a su aprendizaje en la Escuela Provincial de la capital al lado de Romero Barros. Recordemos que es este un momento en que, estéticamente, las corrientes predominantes vienen referidas, en cuanto al paisaje al magisterio de Carlos de Haes, y en cuanto al retrato y demás asuntos, a la tradición española de la pintura del Siglo de Oro: Velázquez pinta entonces una serie de retratos como el de "Ambrosio de Morales" en el ayuntamiento (1879), el de "Fray Zeferino González", etc, que no pasan de ser meros ejercicios de escuela, y donde su paleta es todavía plana aunque presente ya como perfectamente dominadora del color y sus efectos compositivos.
En este primer momento se sitúa su práctica dentro de la corriente general del reformismo cultural cordobés de la Restauración, con una pintura todavía ecléctica y de marcada impronta académica, características ambas que, si luego no llegaría a abandonar totalmente, así que acabó profundizando en un sentido distinto.
Es la pintura que le sirve para que la Diputación Provincial le dé una beca para ir a estudiar a Madrid, para luego dar el salto a Roma, ilusión y referencia obligada durante la Restauración de todos los pintores de formación oficialista. Es esta una etapa de amplio debate en el marco de la cultura nacional, donde grosso modo y paulatinamente va a plantearse la regeneración por medio del reencuentro historicista con los estilos tradicionales. El cuadro "Doña Juana la Loca", que Muñoz Lucena copió a Pradilla y regaló al Organismo Provincial cordobés, sirvió para llegar a convencerlo de que sus buenas dotes merecían ese apoyo justipreciado que podría lanzar a un artista hacia un prometedor futuro.
Comienza así lo que se puede llamar su "etapa romana" o de "pintura de historia", aproximadamente entre 1880 y 1885, donde, tanto la influencia que recibió de Madrazo en Madrid, como de Villegas Brieba desde Córdoba contribuyeron a su formación definitiva en un periodo donde las Exposiciones Nacionales imponían una temática de historia desde el horizonte burgués de la reforma patriótica.
Es la época en que nuestro pintor empieza a destacar en los ámbitos nacionales. Su "Testamento de Isabel la Católica", copia de Eduardo Rosales, presentado en la Nacional de 1881, causa admiración en el jurado y prepara la segunda medalla que conseguiría seis años más tarde con "El cadáver del General Álvarez de Castro", compitiendo con los mejores de su tiempo.

## La desvinculación de la pintura de asunto nacional
Sin embargo, es este también un periodo en que se están produciendo importantes cambios en el debate de la cultura artística española. Por un lado, y desde París, el apóstata Edouard Manet estaba poniendo de moda entre rebeldes y snobs y sin renunciar a Velázquez, la técnica de pinceladas largas y libres que al mismo tiempo tanto Durant como Bonnat imponían el retrato de la aristocracia internacional.
Por otro lado, el debate regeneracionista introducido por los intelectuales del 98, está produciendo un progresivo alejamiento de los artistas del trasfondo historicista y costumbrista dominante en la cultura postromántica de la Restauración. Partiendo de ello, puede decirse que, como ya planteara Unamuno en sus escritos, va a cobrar nueva dimensión una corriente de pensamiento típicamente regeneracionista en el campo de la cultura artística que tendría una entidad propia y que lucharía por diferenciarse tanto de las experiencias de la vanguardia coetánea como del academicismo ultraconservador. Esta nueva corriente apostaría esencialmente por un naturalismo alejado del ideal que desplazaría poco a poco al anterior contenidismo intrínseco a la cultura postromántica y que volverá sus miras hacia la ciudad y la región.
Es dentro de estas dos nuevas coordenadas donde se va a formar la definitiva personalidad de Muñoz Lucena, ya invariable durante su futura trayectoria artística. En efecto, ya desde 1884, y por medio de cuadros como la "Ofelia", el artista, consciente de los cambios ideológicos que están ocurriendo, empieza a apostar, tanto por la técnica de pinceladas gruesas y alargadas, como por llegar a desvincularse de esa pintura de historia de asunto nacional grandilocuente, en pro de la nueva y necesaria revisión de valores.
Es de esta manera como Muñoz Lucena da su alternativa al Modernismo. Como la mayoría de los "pintores académicos" contemporáneos: desdeñando las intromisiones del renovador extranjerismo modernista -Prerafaelistas – Impresionistas, Repentistas, Idealistas, Manieristas y Puntillistas- como D. Francisco Aznar García, desde la Academia de San Fernando y en 1899 había preconizado en un furibundo discurso titulado "El triste desconcierto en que aparece el arte al finalizar la actual centuria". No obstante y dentro de este alejamiento, Muñoz Lucena va a situarse entre los más avanzados, gracias a su peculiar técnica y manera de hacer, continuando con ella la cadena de apóstatas que en España y desde la Restauración sigue el eje Rosales-Fortuny-Sorolla.
Sin embargo -y esto le va a condicionar durante toda su vida- el regeneracionismo noventayochista mantendría en él una constante filiatoria que, unido a su posterior "paso por la oficialidad académica", le conduciría en una actitud unidireccional hacia el futuro.
Es esta la impronta que puede leerse en cuadros como su más famoso y grandilocuente "Plegaria en las Ermitas de Córdoba" que obtuvo consideración de 1ª medalla en la Nacional de 1901, sin poder desarmar a un jurado que tras muchas cavilaciones premiaba un tremendo cuadro de un joven pintor granadino: "Cuerda de presos" de Jose Mª López Mezquita, más atrevido y altanero.
A partir de este momento la figura de Muñoz Lucena se oscurece en las futuras Nacionales, pero su posición regeneracionista dejaría innumerables y maravillosos cuadros que, centrados en el redescubrimiento del casticismo nacional, contribuyeron en gran medida al redescubrimiento del sentido de región que luego estaría a la base del historicismo Regionalista de la década de los felices veinte.
No es extraño así que, entre 1925 y 1926, en plena vitalidad compositiva y transcurriendo su existencia en Sevilla, Ricardo de Montis y Antonio Jaén Morente iniciasen una campaña de prensa intentando recuperar para la ciudad mediante una exposición a un pintor que tanto estaba luchando por la recuperación de la cultura de las ciudades andaluzas por las que pasaba. Desgraciadamente, la feliz idea de estos dos grandes regionalistas cordobeses no pudo llegar a ser su realización práctica, a todas luces proféticas para una mejor comprensión del pintor en nuestros días.
En efecto, desde su matrimonio en 1891 con Dª Virtudes Molina Villalva, el pintor vive en Granada como catedrático de dibujo y es aquí donde se afilia definitivamente a la nueva pintura que en ese momento está triunfando en la ciudad de la Alhambra de manos de sus amigos Rodríguez Acosta y López Mezquita. La pincelada de Muñoz Lucena, más "salvaje", más agresiva, y más cromática que la de sus compañeros de viaje, posee ya los recursos suficientes como para jugar su baza manteniéndose cerca de ese peculiar luminismo impresionismo español a una altura considerable. Y por ahí, y en la matriz ideológica del regeneracionismo, su pintura se adentraría en una genuina aventura de redescubrimiento de los campos, paisajes y tipos populares del campo y la ciudad de la España de entonces, que llegó a abarcar tres frentes fundamentales.
Primero, el de su Córdoba natal, ejemplificando en lienzos como "Los pastos", "Domingo de Ramos en la Catedral de Córdoba" o "Fuente de la Mezquita de Córdoba". Todos ellos pintados en los años de la transición de centurias, donde lo peculiar y las costumbres quedan elevados a la máxima potencia de exaltación.
Segundo, el de la vecina Granada, fruto primero de su viaje de 1884 y de su posterior asentamiento en la ciudad, que dejaría tan bellos lienzos como "Lavanderas en el Darro", "En la fuente de la Teja", o "Parada de coches en Granada" -todos ellos presentados en la Nacional de 1890- y, posteriormente "Mercado de flores en Granada" (1904), "La niña del Generalife" (1904), "Una vaquera granadina" (1910), "Evocación" (1915), e incluso la colección de retratos de los rectores de la Universidad granadina (Suárez, Gutiérrez, etc.)
Tercero, y por último, el frente de Castilla, como habían preconizado Unamuno y Azorín y realizó por ejemplo Zuloaga en Segovia. Muñoz Lucena dejó también algunos lienzos dedicados a Castilla fruto de sus viajes a Madrid primero y de su residencia en la capital de España desde 1930 hasta su fallecimiento en 1943 después. Así por ejemplo los titulados "Huerto de El Escorial" (1892), "Paseo del Retiro" (1898), "Un mercader en Avila" (1899), etc.
Pero al margen de intentos clasificadores unidireccionales, siempre parcialistas y alejados de la realidad empírica, puede decirse que la pintura de Muñoz Lucena inició -fundamentalmente a partir de 1900, es decir, en pleno auge cultural del Modernismo- un camino de ida hacia el descubrimiento de las esencias populares españolas -sea a nivel de paisaje o de asuntos populares- no apartándose de esta línea en ningún momento y extrapolándola fuera de su ciudad natal, lo cual hace todavía más interesante su figura dentro del marco general de la pintura española de la época.
Esta, su línea de actuación definitiva, es también perfectamente perceptible si comparamos su labor como ilustrador de revistas -fundamentalmente la llevada a cabo en Blanco y Negro- con la de otros pintores – ilustradores cordobeses. Muñoz Lucena nunca llegó al planteamiento aristócrata de lo "Galant" como hiciera su paisano Díaz Huertas, formado más tardíamente que él, ni utilizó el medio social para plantear su crítica como hiciera el bisturí mordaz de Lozano Sidro, ni incluso llegó a plantear nunca un paisaje idealizado o sublime de canto a la madre naturaleza, como lo hiciera desde las mismas páginas el sevillano García Ramos. Muy al contrario, siempre se mantuvo en una línea de sencillez, fidelidad realista al tema elegido -fuese este real o no- y entrega total a una pintura que cobraba su sello genuino por medio de su peculiar pincelada.
Se podría seguir citando un buen número de cuadros donde este planteamiento permanece constantemente fiel a los ideales que le dan sentido, así los titulados "Un chaparrón", "Una gitana", "El domingo de piñata", "Un niño", "En la falda de Sierra Morena", "Dad de beber al sediento", etc, etc.,

## El gran artista cordobés y la pintura de historia
Tomás Muñoz Lucena nació el 5 de junio de 1860, en el seno de una familia en la que no había antecedente artístico alguno. Era hijo de un comerciante llamado Tomás Muñoz, natural de Pozoblanco, y de María de los Dolores Lucena, cordobesa. Y el niño, destinado a ser un magnífico pintor, fue bautizado en la iglesia parroquial de San Pedro -como los artistas de excepción: Antonio del Castillo, Juan de Mesa, etc.- imponiéndole esta retahila de nombres: Tomás, Alejandro, Francisco y Caracciolo.
Tomás Muñoz Lucena vivió su infancia en un ambiente totalmente ajeno al arte. Su padre era comerciante -miembro de una entidad llamada "Sociedad Sánchez y Compañía", fundada en 1852- y su abuelo, también llamado Tomás Muñoz, era picador de toros, como lo era también su tío José Muñoz. Grandes picadores debieron ser, como se deduce de la noticia de que en 1830 picaron ellos dos solos una corrida entera de toros, tan grandes y bravos que mataron a varios caballos.
Al joven Tomás Muñoz Lucena ni le interesó el mundo mercantil de su padre ni el de los toros de su abuelo y tío -entre la copiosa producción del pintor no se ha hallado un solo cuadro de temática taurina- ya que a él lo que le atraía era el dibujo, para el que tenía intuición y buena mano. Tanto, que siendo todavía un niño logró ingresar en la Escuela Especial de Bellas Artes de Córdoba.
Y en esta Escuela, fundada en 1866 para ser lugar de formación de futuros grandes artistas -los hermanos Romero de Torres, Mateo Inurria, Rafael Hidalgo de Caviedes, etc.-, Muñoz Lucena logró canalizar pronto sus inquietudes y adquirir una muy sólida preparación. No en balde aquella Escuela Especial tenía un profesorado excepcional: Rafael Romero Barros, su fundador y director, que desempeñaba la cátedra de dibujo de figura y nociones anatómicas y pictóricas -por lo que fue el profesor más decisivo en la formación de Muñoz Lucena- José Saló, Narciso Sentenach, Julio Degayon, José Muñoz Contreras, etc.
Sus excepcionales condiciones de pintor demostradas en esta Escuela, llevaron a Muñoz Lucena a conseguir una beca de la Diputación Provincial de Córdoba. Era para trasladarse a Madrid y completar su formación al lado de Federico de Madrazo, una de las figuras más prestigiosas de la pintura de la época. Presidente de la Academia de San Fernando, pintor de Cámara de Isabel II, profesor de la Escuela Superior de Pintura, etc.
Madrazo era en aquel momento el pintor de más prestigio, aureolado por la fama de haberse formado en París junto a Ingres, y de haber conectado en Roma con los Nazarenos. Influencias que habían hecho de él un magnífico pintor, en el que se conjugaban perfectamente línea y color, que proporcionaban a sus figuras un aire aristocrático.
Tomás Muñoz Lucena asimiló de su maestro estos conceptos y regresó a Córdoba. Pero, siguiendo el ejemplo de Madrazo, decide completar su formación en el extranjero para lo cual trata de obtener otra beca de la Diputación. El joven pintor quiere cambiar de aires, deseoso de comprobar que había otros caminos expresivos que no fueran los de la "pintura de historia" de cuya contemplación estaba saturado, hasta el extremo de odiarla.
Como herencia del Neoclacisismo, en cuanto a la forma, y del Romanticismo en cuanto al "sentido" dado a esta forma, en la España de aquellos años la "pintura de historia" era el arte oficial por excelencia. Y lo que era peor, la argumentación indispensable para concurrir con posibilidades de éxito a las Exposiciones Nacionales de Bellas Artes, que eran el único cauce para alcanzar notoriedad en el panorama del arte.
En la Europa de aquellos años habían hecho su aparición dos corrientes que contribuían al desarrollo intelectual y artístico, incidiendo en España como es lógico. Una de estas corrientes era la del Eclecticismo -que tenía como norma conciliar lo clásico y lo romántico- y otra el Naturalismo, que constituía la manera concreta con que el artista reflejaba la naturaleza, tomando de ella los aspectos más afines a su ideología.
A Tomás Muñoz Lucena la vertiente que le interesaba era esta última, pero veía con desconcierto que la pintura española estaba engolfada en la "pintura de historia". Tanto por la pasión por las ciencias históricas, aparecida en aquel momento, como por el afán de escapar al pasado, queriendo dotar al presente de un pasado glorioso.
El pintor debía sujetarse a los datos del historiador y del arqueólogo con precisión científica, convirtiéndose en un simple narrador de un texto histórico. Y los críticos de arte y los jurados de las Exposiciones Nacionales de Bellas Artes, perdonaban cualquier error de dibujo o de composición, antes que el más leve anacronismo histórico de las escenas.
Así las cosas, Tomás Muñoz Lucena sigue atentamente el desarrollo de la pintura española y, ve que las exposiciones Nacionales se ven invadidas por gigantescos cuadros realizados por pintores, ya especializados, que se van alzando con primeras medallas de manera repetida: Eduardo Rosales con "Doña Isabel la Católica dictando testamento" y "Muerte de Lucrecia", José Casado del Alisal, con "Últimos momentos de Fernando IV el Emplazado" y "La rendición de Bailén", etc. El inquieto pintor cordobés aburrido de este panorama decide marcharse a Roma, una vez la Diputación de su tierra le concede la beca solicitada.

## Los triunfos de Muñoz Lucena
Muñoz Lucena regresa a España en 1881, después de haber ampliado sus conocimientos en la Ciudad Eterna. Y vuelve con un estilo pictórico renovado, que era simbiosis de muchos de los conceptos asimilados -Romero Barros, Madrazo, Rosales- pero también del Impresionismo que se había ido imponiendo por Europa. Había tomado conciencia de que pertenecía a una generación fundamental -de enlace entre lo viejo y lo nuevo-, y se decide a no participar en modo alguno en el juego teatral de la "pintura de historia" que sigue implantada con fuerza.
Por el contrario Tomás Muñoz Lucena está abocado ya a una estética narrativa de aspectos sencillos de la vida real -siguiendo los ejemplos de Courbet, Daumier, Millet, etc.- que él lleva al lienzo con pincelada suelta. Pero todavía no ha llegado el momento de imponer en el panorama madrileño. Con destino a la Exposición Nacional de Bellas Artes de 1881, pinta un magnífico cuadro costumbrista, de temática popular, pero es ignorado totalmente por el Jurado. Los premios recaen de nuevo en los maestros de la "pintura de historia".
La "pintura de historia", cultivada por los artistas consagrados y por los noveles, y masivamente galardonada, ahogaba todo conato de naturalismo. El pintor cordobés, desmoralizado, no sabe que hacer puesto que su interés máximo es el de recibir el espaldarazo artístico en estas Nacionales. Y para participar en la de 1884 renuncia al naturalismo costumbrista y presenta un bello cuadro, que es una especie de fórmula de compromiso entre lo histórico y lo literario. Se titula "Ofelia" y Muñoz Lucena lo había pintado para la Diputación de Córdoba, como justificación de la beca.
La maravillosa "Ofelia" del gran pintor cordobés resulta ser un verdadero alarde de poesía e imaginación, de dibujo y suelta técnica, de tratamiento del ropaje y resolución del paisaje del fondo. Causa asombro entre los cientos de visitantes del Palacio de la Fuente Castellana, escenario del certamen, pero el Jurado vuelve a ignorar a Muñoz Lucena. Se vuelve a imponer la "pintura de historia" y los premios son para Moreno Carbonero, por "La conversión del duque de Gandía", Muñoz Degrain, por "Los amantes de Teruel", Richard, por "Entrada en Valencia de don Jaime el Conquistador" y otros argumentos por el estilo.
A la vista del fracaso que supuso para Muñoz Lucena la injusta marginación, en la Nacional de 1884, de su cuadro "Ofelia", el pintor cordobés se replantea seriamente la temática de sus obras, destinadas a estos certámenes. Y entrando en el juego de la "pintura de historia" envía a la Exposición Nacional de Bellas Artes de 1887 su aportación al género, dándole además el aire "necrofílico" que tan del gusto era de los jurados.
El cuadro se titula "El cadáver de Álvarez de Castro" exaltando al general que resistió durante meses al asedio de Gerona llevado a cabo por las tropas francesas. Un cuadro magnífico en el que Muñoz Lucena volcó toda su gran sabiduría pictórica, de hondo patetismo y alarde compositivo. Por fin, su obra sería tomada en serio por el Jurado, siendo galardonado el pintor cordobés con segunda medalla. La obra fue adquirida por el Estado en 4.000 pesetas y cedida en 1891 al Museo de Barcelona.
Con este reconocimiento oficial el prestigio de Tomás Muñoz Lucena aumenta considerablemente. Pero él no se siente conforme con su claudicación ante la "pintura de historia", género que no siente. Por otra parte ve cómo la crítica va reaccionando contra esta larga moda, con textos como el que escribiría Jose Ortega Munilla en las páginas de "El Imparcial", precisamente a raíz de la Nacional de 1887 en la que había sido premiado el pintor cordobés.
"Escasísimas son las obras inspiradas en la vida moderna -escribió Ortega Munilla-. Todo son cascos y túnicas. Si una catástrofe repentina sepultara a España en el abismo y sólo quedara como monumento histórico de nuestra civilización el Palacio que alberga esta Exposición, difícilmente se sabría como vestíamos los españoles en el año 87. El hombre de levita o chaqueta no inspira a los pintores españoles, y los múltiples problemas de la realidad, llenos de dramas y de idilios, no aparecen nunca en el lienzo".

## Las inquietudes docentes de Muñoz Lucena
Ortega Munilla tenía razón en todo salvo en lo que los pintores no encontraron inspiración en la vida contemporánea. Lo que ocurría es que a los pintores les era imposible triunfar si no "pasaban por el aro" del academicismo histórico. Hacía falta mucho valor para salirse de los cauces establecidos y romper con el círculo vicioso. Y al fin, Muñoz Lucena tuvo ese valor presentándose a la Nacional de Bellas Artes de 1890 con un cuadro de temática popular titulado "Las lavanderas", de gran tamaño, entre otras obras.
El lote de obras presentadas por Muñoz Lucena a este certamen estaba compuesto por "Las lavanderas" como cuadro fundamental, otra obra de carácter costumbrista, "Parada de coches en Granada" y "Cabeza de perro". Cuadros todos realizados con pincelada valiente, impresionista, riqueza cromática y dominio del dibujo y la composición. Y aunque el género histórico alcanzó los consabidos primeros puestos -las primeras medallas fueron para "La silla de Felipe II en El Escorial", de Luis Álvarez y "Combate naval en Trafalgar", de Justo Ruiz Luna-, el cuadro de Tomás Muñoz Lucena, "Las lavanderas" se impuso con todos los honores obteniendo una segunda medalla.
Este estimulador reconocimiento le lleva a participar en las Nacionales siguientes. A la de 1892 envía un conjunto de ocho obras -en el que destacaría el cuadro "La fiesta de las palmas"-, a la de 1897, "Qué bonita", "Las granadas", "La más dulce", "La bacante", y "Fuerza de combate", y a la de 1899, "Un mercado de Avila", "Una fuente" y "Dad de beber a los sedientos". Presencia en estas Exposiciones Nacionales de Bellas Artes que supondría el total reconocimiento del gran talento de pintor costumbrista que poseía Muñoz Lucena, puesto que en todas ellas se le otorgarían condecoraciones especiales, junto a pintores famosos como Joaquín Sorolla, José Moreno Carbonero y Emilio Sala.
Hay que destacar que paralelamente a esta apasionada labor pictórica, Tomás Muñoz Lucena, había dirigido también sus inquietudes hacia la docencia. En el año 1894 había obtenido la cátedra de dibujo de la Escuela y del Instituto de su Córdoba natal. Una etapa esta en la que pintaría cuadros tan notables como "La falda de Sierra Morena", "Están verdes" y "Niños y pavos" entre otros varios.
Y en 1900 se traslada a Granada como catedrático numerario de su Instituto, montando un estudio en el que se formarían importantes pintores, entre los que se encontraba Aurelia Navarro, su discípula predilecta, que llegaría a ser galardonada en certámenes nacionales. Las grandes inquietudes de Muñoz Lucena le llevan a cultivar la ilustración, pasando a ser uno de sus paisanos Angel Díaz Huertas y Adolfo Lozano Sidro, Méndez Bringa, Regidor, etc., llegando a hacerse una gran popularidad con sus deliciosas portadas e ilustraciones costumbristas.
Con la llegada del nuevo siglo, el ya famoso pintor cordobés reafirmaría su prestigio. En 1900 envía dos obras a la Exposición Universal de París -"Pastora de pavos" (Museo Carmen Thyssen Málaga) e "Idilio"-, con las que obtendría Medalla de Bronce. Y al año siguiente, en 1901, participa con otras dos obras en la Exposición Nacional de Bellas Artes, "Pescadores de ranas" y "Plegaria en las Ermitas de Córdoba".
Esta ambiciosa obra, de 275 por 505 centímetros fue una de las más importantes de la muestra. "Plegaria en las Ermitas de Córdoba", era la de más empeño y la más perfectamente lograda del pintor Tomás Muñoz Lucena. Doce figuras de ermitaños situados en el lienzo en un verdadero alarde compositivo, ante un inolvidable paisaje de la serranía cordobesa, compondrían un cuadro prodigioso rezumante de espiritualidad y poesía. Así lo entendió el Jurado que en el acta del fallo lo calificaría como "consideración de primera medalla".
Esta solución no agradó a Muñoz Lucena, sobre todo al ver que una de las primeras medallas "efectivas" recaía en López Mezquita, quien, dentro de la nueva moda que se había impuesto, la "pintura social", había presentado un cuadro oportunista: "Los presos". Aunque pasados los años, en 1915, se dio oficialmente a los "considerados" -además de Muñoz Lucena, Garnelo, Rusiñol y Cecilio Plá- la categoría de primeras medallas "efectivas", esto hizo que el pintor cordobés abandonara para siempre la palestra de las Exposiciones Nacionales.
Tomás Muñoz Lucena se encierra en su estudio granadino, agriándosele el carácter, de por sí malo -siempre tuvo fama de mal genio- mientras pintaba incansablemente. Brotan de sus pinceles cuadros de una excepcional belleza, dentro de una personalidad cada día más afianzada dentro de los postulados modernistas. Obras tan definitivas como las tituladas "La niña del Generalife", "Vaquera Granadina", "Una esclava", "Evocación" y un muy largo etcétera, puesto que muy prolífico fue el gran pintor cordobés.
Vivió y trabajó en Granada hasta el año 1924, en que pasó, por permuta, a Sevilla, donde, salvo para atender sus tareas docentes, no sale de su casa. Afanado en pintar con ardores juveniles más temas populares, paisajes imaginados y también retratos, faceta esta última en la que también fue gran maestro. Se jubila en 1930 y se traslada a Madrid, para seguir llevando una vida retraída hasta su muerte en 1943. Que fue muy sentida por el mundillo del arte -madrileño, cordobés y granadino- y por los lectores de las revistas ilustradas que se deleitaban con sus bellas estampas.